# Élections législatives de 1919 dans la Vienne
Les élections législatives de 1919 ont eu lieu le 16 novembre.

## Résultats à l'échelle du département
| Liste          | Liste                                    | Moyenne        | %       | Sièges | Candidat                     | Candidat          | Tendance | Voix   | %     |
| -------------- | ---------------------------------------- | -------------- | ------- | ------ | ---------------------------- | ----------------- | -------- | ------ | ----- |
|                | Liste d'Action nationale et républicaine | 31 488         | 42,89   | 4      |                              | Raoul Péret       | ARD      | 33 206 | 45,23 |
|                | Liste d'Action nationale et républicaine | 31 488         | 42,89   | 4      | Marc Niveaux                 | ARD               | 31 889   | 43,44  |       |
|                | Liste d'Action nationale et républicaine | 31 488         | 42,89   | 4      | Victor Boret                 | ARD               | 32 612   | 44,42  |       |
|                | Liste d'Action nationale et républicaine | 31 488         | 42,89   | 4      | Frédéric Godet               | PRRRS             | 30 019   | 40,89  |       |
|                | Liste d'Action nationale et républicaine | 31 488         | 42,89   | 4      | Albert                       | ARD               | 30 118   | 41,03  |       |
|                | Liste d'Action nationale et républicaine | 31 488         | 42,89   | 4      | Aimé Tranchand               | ARD               | 31 088   | 42,35  |       |
|                |                                          |                |         |        |                              |                   |          |        |       |
|                | Liste républicaine d'Union nationale     | 29 650         | 40,39   | 2      |                              | Edgard de Montjou | FR       | 30 134 | 41,05 |
|                | Liste républicaine d'Union nationale     | 29 650         | 40,39   | 2      | Maurice Pain                 | Droite            | 29 600   | 40,32  |       |
|                | Liste républicaine d'Union nationale     | 29 650         | 40,39   | 2      | Henri Guillemin de Monplanet | Droite            | 30 131   | 41,04  |       |
|                | Liste républicaine d'Union nationale     | 29 650         | 40,39   | 2      | Mage                         | DVD               | 28 158   | 38,36  |       |
|                | Liste républicaine d'Union nationale     | 29 650         | 40,39   | 2      | Mérine                       | DVD               | 29 695   | 40,45  |       |
|                | Liste républicaine d'Union nationale     | 29 650         | 40,39   | 2      | Pierre Périvier              | FR                | 30 185   | 41,12  |       |
|                |                                          |                |         |        |                              |                   |          |        |       |
|                | Liste socialiste unifiée                 | 9 429          | 12,84   | 0      |                              | Day               | SFIO     | 9 466  | 12,89 |
|                | Liste socialiste unifiée                 | 9 429          | 12,84   | 0      | Pageault                     | SFIO              | 9 469    | 12,90  |       |
|                | Liste socialiste unifiée                 | 9 429          | 12,84   | 0      | Meunier                      | SFIO              | 9 708    | 13,22  |       |
|                | Liste socialiste unifiée                 | 9 429          | 12,84   | 0      | Boutin                       | SFIO              | 9 517    | 12,96  |       |
|                | Liste socialiste unifiée                 | 9 429          | 12,84   | 0      | Lathière-Lavergne            | SFIO              | 9 378    | 12,77  |       |
|                | Liste socialiste unifiée                 | 9 429          | 12,84   | 0      | Morange                      | SFIO              | 9 038    | 12,31  |       |
|                |                                          |                |         |        |                              |                   |          |        |       |
| Inscrits       | Inscrits                                 | Inscrits       | 103 358 | 100,00 |                              |                   |          |        |       |
| Votants        | Votants                                  | Votants        | 76 429  | 73,95  |                              |                   |          |        |       |
| Abstentions    | Abstentions                              | Abstentions    | 26 929  | 26,05  |                              |                   |          |        |       |
| Blancs et nuls | Blancs et nuls                           | Blancs et nuls | 3 107   | 3,95   |                              |                   |          |        |       |
| Exprimés       | Exprimés                                 | Exprimés       | 73 412  | 96,05  |                              |                   |          |        |       |